# Квемадо (Техас)
Квемадо (англ. Quemado) — переписна місцевість (CDP) в США, в окрузі Маверік штату Техас. Населення — 162 особи (2020).

## Географія
Квемадо розташоване за координатами 28°56′50″ пн. ш. 100°37′26″ зх. д. / 28.94722° пн. ш. 100.62389° зх. д. (28.947220, -100.623819).  За даними Бюро перепису населення США в 2010 році переписна місцевість мала площу 0,29 км², уся площа — суходіл.

## Демографія
Згідно з переписом 2010 року, у переписній місцевості мешкало 230 осіб у 76 домогосподарствах у складі 53 родин. Густота населення становила 805 осіб/км².  Було 92 помешкання (322/км²).
Расовий склад населення:
| - 99,6 % — білих |

До двох чи більше рас належало 0,0 %. Частка іспаномовних становила 93,5 % від усіх жителів.
За віковим діапазоном населення розподілялося таким чином: 30,4 % — особи молодші 18 років, 53,9 % — особи у віці 18—64 років, 15,7 % — особи у віці 65 років та старші. Медіана віку мешканця становила 32,3 року. На 100 осіб жіночої статі у переписній місцевості припадало 88,5 чоловіків;  на 100 жінок у віці від 18 років та старших — 86,0 чоловіків також старших 18 років.
За межею бідності перебувало 56,2 % осіб, у тому числі 0,0 % дітей у віці до 18 років та 64,6 % осіб у віці 65 років та старших.
Цивільне працевлаштоване населення становило 34 особи. Основні галузі зайнятості: освіта, охорона здоров'я та соціальна допомога — 38,2 %, будівництво — 38,2 %, виробництво — 23,5 %.